# Світанок перед Жнивами
«Світанок перед Жнивами» (англ. Sunrise on the Reaping) — роман-антиутопія, написаний американською письменницею Сюзанною Коллінз у 2025 році. Це роман-приквел до оригінальної трилогії «Голодні ігри», другий після «Балади про співочих пташок і змій», випущеної у 2020 році.
Події, описані в романі, розгортаються за 24 роки до тих, які було зображено в першій частині трилогії. Книга була випущена 18 березня 2025 року видавництвом Scholastic . 
Було оголошено, що робота над кіноадаптацією розпочнеться 6 червня 2024 року, а 20 листопада 2026 року Lionsgate випустить стрічку в прокат. 

## Історія створення
Другий приквел починається вранці Жнив 50-х Голодних ігор, також відомих як Друга Червона Чверть, у яких переміг персонаж Геймітч Абернаті. Як показано у фільмі «У вогні», під час Другої Червоної Чверті (кожну Червону Чверть Капітолій вигадує новий жорстокий поворот) кількість трибутів, які змагаються в Голодних іграх, була вдвічі більшою. Арена для ігор виглядає неймовірно гарною та квітучою, але майже все в ній отруйне. На арені, Геймітч об’єднується з Мейсілі Доннер, іншою учасницею з Округу 12, яка рятує йому життя, вистріливши отруйним дротиком в іншого трибута. Геймітч розуміє, що арену оточує силове поле, яке відштовхує все, що в нього кидають. Невдовзі після цього Мейсілі вбивають генетично модифіковані птахи. У своїй останній сутичці з дівчиною-кар’єристкою з Округу 1 Геймітч вдало ухиляється, коли та кидає в нього сокирою, що змушує зброю відскочити від силового поля та вбиває дівчину, влучивши їй в обличчя. Оскільки Гейміч пережив інших трибутів, він стає переможцем ігор.  Як покарання за те, що він використовував арену собі на користь, мати, брат і дівчина Геймітча були вбиті за наказом президента Сноу. 
Натхненням для авторки стала ідея шотландського філософа Девіда Юма про неявне підпорядкування та «легкістю, з якою багатьма керує меншість».  Питання, пов’язані з використанням пропаганди та потужністю наративів ЗМІ також надихнули Коллінз дослідити концепцію того, що є «реальним чи нереальним?» в романі. 